# 坪頂下湖
坪頂下湖，原稱下湖，是台灣桃園市龜山區的一個傳統地域名稱，位於該區中部偏西北。相較於今日行政區，其範圍大致為大崗里中部。

## 歷史
台灣清治末期至日治前期，坪頂下湖地區為一街庄，稱為「下湖庄」，隸屬於桃澗堡。該庄西北與南崁頂庄為鄰，東北與大湖庄為鄰，東邊及南邊為楓樹坑庄。
1901年（日治明治三十四年）11月，全台廢縣廳改設二十廳，該庄隸屬於桃仔園廳。1903年（明治三十六年），改名桃園廳。1909年（明治四十二年）10月，合併二十廳為十二廳，該庄隸屬不變。1920年（大正九年），該庄改制並改名為「坪頂下湖」大字，隸屬於新竹州桃園郡龜山庄。
戰後龜山庄改制為龜山鄉，隸屬於新竹縣，大字亦改制為村。1950年桃、竹、苗分治，龜山鄉改隸屬於桃園縣。2014年12月桃園縣升格為直轄桃園市，龜山鄉改制為龜山區。

## 交通
市道105號（忠義路二段）是八里至龜山的道路，大致以東北—西南走向轉北北西—南南東走向經過坪頂下湖地區東南部。由該道路向東北轉北再轉東北可前往林口、八里並止於省道台15線路口，向南南東轉南再轉南南西可前往楓樹坑地區南部並止於省道台1線路口。
區道桃11線（樹人路、成功路三段）是西勢湖至桃園的道路，大致先以東北東—西南西走向轉東北—西南走向經過本地區北部及西北部邊界地帶。由該道路向東北東至頂湖聚落轉南南東至台地邊緣蜿蜒而下可前往舊路坑中部並止於區道桃7線路口；由西南可前往水汴頭後轉南再轉西南蜿蜒而行，可前往大檜溪、小檜溪地區南部、桃園市中心並止於市道110號路口。